# Jean Louriou
Jean Félix Auguste Louriou est un homme politique français né le 16 décembre 1804 à Grez (Province du Brabant wallon), alors département français de la Dyle et mort le 10 janvier 1879 à Clermont (Oise).

## Biographie
Avocat à Bourges, il est député du Cher en 1849, siégeant au groupe d'extrême-gauche de la Montagne.
Compromis dans la Journée du 13 juin 1849, il est traduit en haute cour et finalement acquitté au bénéfice du doute. Il démissionne de son mandat de député et reprend ses activités d'avocat.
Il est nommé préfet du Cher en septembre 1870 et le reste jusqu'au 20 mars 1871. Il est alors élu conseiller général du canton de Sancoins.